# Liga Premier de Fútbol de Taiwán
La Liga Premier de Fútbol de Taiwán (en chino tradicional, 台灣企業甲級足球聯賽, en chino simplificado, 台湾企业甲级足球联赛) es la máxima categoría de la liga de fútbol de la República de China, conocida en el fútbol como China Taipéi o Taiwán. Fue fundada y es gestionada por la Asociación de Fútbol de China Taipéi, establecida en 2017 para sustituir a la extinta City A-League. Este torneo cuenta con un total de 8 equipos. La Liga Premier de Fútbol de Taiwán establece una plaza a competiciones asiáticas y otra de descenso, descendiendo el último equipo a la Segunda División de Taiwán cada temporada.

## Historia
La Liga Premier de Fútbol de Taiwán se fundó en 2016 como reemplazo de la City A-League, que había sido la principal categoría del fútbol taiwanés desde 2006 hasta 2016. En su temporada inaugural contó con la participación de 8 equipos y, a diferencia de su predecesora, esta liga cuenta con un sistema de ascensos y descensos.
En 2020 se implementó un sistema en el que los equipos clasificados en séptimo y octavo lugar de la Liga Empresarial A del año anterior, el Taipei Red Lions, la Universidad Ming Chuan y cuatro equipos inscritos compitieron por dos plazas en las rondas clasificatorias. Los ganadores ascendieron a la Liga Premier, mientras que el resto de equipos pasaron a formar parte de la recién creada Liga de Fútbol de Segunda División de Taiwán. A partir de 2021, los equipos que no obtuvieran la certificación Club A de la Asociación de Fútbol de China Taipéi quedaron excluidos de participar en la Primera División.
La liga es de categoría profesional y otorga al equipo campeón un cupo para participar en la Liga Desafío de la AFC, el tercer torneo continental más importante de Asia. Cabe destacar que durante la pandemia de COVID-19 en 2020, la Liga Premier de Fútbol de Taiwán fue una de las pocas competiciones futbolísticas del mundo que pudo comenzar y desarrollarse sin interrupciones, gracias a la situación relativamente controlada de la pandemia en Taiwán en comparación con la mayoría de los demás países.

## Equipos 2021
- Hang Yuen FC
- Taichung Futuro
- Taiwan CPC Corporation FC
- NTUPES
- Taipei Flight Skywalkers
- Taipower FC
- Tainan City
- Tatung FC

## Lista de campeones
| Temporada | Campeón        | Subcampeón         | 3.er lugar         |
| --------- | -------------- | ------------------ | ------------------ |
| 2017      | Tatung FC      | Taipower FC        | Hang Yuen FC       |
| 2018      | Tatung FC      | Taipower FC        | Hang Yuen FC       |
| 2019      | Tatung FC      | Taipower FC        | Hang Yuen FC       |
| 2020      | Tainan City FC | Taipower FC        | Taichung Futuro FC |
| 2021      | Tainan City FC | Taipower FC        | Taichung Futuro FC |
| 2022      | Tainan City FC | Taichung Futuro FC | Taipower FC        |

## Estadísticas

### Clasificación histórica
| Pos |  | Club                                 | Temporadas | Puntos | PJ  | PG | PE | PP | Títulos | % Tít. | % Punt. |
| --- |  | ------------------------------------ | ---------- | ------ | --- | -- | -- | -- | ------- | ------ | ------- |
| 1   |  | Taiwan Power Company                 | 9          | 332    | 165 | 99 | 35 | 31 | -       | -      | -       |
| 2   |  | Taiwan Leopard Cat                   | 9          | 315    | 165 | 95 | 30 | 40 | -       | -      | -       |
| 3   |  | Tainan City                          | 9          | 293    | 165 | 91 | 20 | 54 | 5       | -      | -       |
| 4   |  | Hang Yuen                            | 9          | 271    | 165 | 77 | 40 | 48 | -       | -      | -       |
| 5   |  | Taichung Futuro                      | 7          | 201    | 116 | 59 | 24 | 33 | 3       | -      | -       |
| 6   |  | National Taiwan University of Sports | 5          | 114    | 105 | 32 | 18 | 55 | -       | -      | -       |
| 7   |  | Universidad Ming Chuan               | 7          | 81     | 130 | 21 | 18 | 91 | -       | -      | -       |
| 8   |  | Athletic Club Taipei                 | 4          | 74     | 60  | 21 | 11 | 28 | -       | -      | -       |
| 9   |  | Taipei Elite                         | 5          | 55     | 98  | 14 | 13 | 71 | -       | -      | -       |
| 10  |  | Royal Blues                          | 2          | 49     | 49  | 14 | 7  | 28 | -       | -      | -       |

### Tabla histórica de goleadores
| Pos. | Jugador          | G. | Part. | Prom. | Debut | (Equipo debut)                            | Otros clubes                                                              |
| ---- | ---------------- | -- | ----- | ----- | ----- | ----------------------------------------- | ------------------------------------------------------------------------- |
| 1    | Jhon Benchy      | 61 | 82    | 0.74  | 2020  | Tainan City F. C. (24)                    | Taichung Futuro F. C. (27), Taipei Vikings F. C. (3), Hang Yuen F. C. (7) |
| 2    | Marc Fenelus     | 57 | 62    | 0.92  | 2020  | Tainan City F. C. (57)                    |                                                                           |
| 3    | Ange Kouamé      | 53 | 70    | 0.76  | 2020  | Leopard Cat F. C. (20)                    | Tainan City F. C. (33)                                                    |
| 4    | Ik-seong Joo     | 46 | 72    | 0.64  | 2020  | Taichung Futuro F. C. (21)                | Hang Yuen F. C. (25)                                                      |
| 5    | Chao-An Chen     | 25 | 91    | 0.27  | 2020  | Taiwan Power Company F. C. (25)           |                                                                           |
| 6    | Hsiang-Wei Lee   | 23 | 64    | 0.36  | 2020  | Taiwan Power Company F. C. (23)           |                                                                           |
| 7    | Wei-Jie Gao      | 23 | 76    | 0.3   | 2021  | National Taiwan University of Sports (4)  | Taiwan Power Company F. C. (19)                                           |
| 8    | Jui-Chieh Chen   | 23 | 77    | 0.3   | 2020  | Leopard Cat F. C. (3)                     | Tainan City F. C. (20)                                                    |
| 9    | Po-Yu Chen       | 22 | 55    | 0.4   | 2023  | National Taiwan University of Sports (11) | Taiwan Power Company F. C. (6), Tainan City F. C. (5)                     |
| 10   | Naoyuki Yamazaki | 21 | 70    | 0.3   | 2021  | Taichung Futuro F. C. (4)                 | Leopard Cat F. C. (17)                                                    |